# Суддя і вбивця (фільм, 1976)
«Суддя і вбивця» (фр. Le Juge et l'Assassin) — французька  кримінальна драма 1976 року режисера Бертрана Таверньє. Фільм заснований на справжніх подіях, пов'язаних з численними жорстокими злочинами «французького різника» Джозефа Ваше, який у кінострічці названий як Джозеф Був'є. Французькі слова vacher (Ваше) та bouvier (Був'є) українською означають «пастух». Імена багатьох персонажів фільму збігаються з реальними особами.

## Ролі виконують
- Філіпп Нуаре — суддя Руссо
- Мішель Галабрю — Джозеф Був'є
- Ізабель Юппер — Роза
- Жан-Клод Бріалі — прокурор Віледьє
- Ів Робер — професор Деґуельдр
- Рене Фор — мадам Руссо

## Навколо фільму
Тандем акторів, Філіпп Нуаре та Ізабель Юппер, згодом зіграв у фільмі цього ж режисера Бертрана Таверньє — «Бездоганна репутація» (Coup de torchon, 1981).

## Нагороди
- 1977 Національна кінопремія Франції «Сезар»:
  - за найкращу чоловічу роль — Мішель Галабрю
  - за найкращий оригінальний або адаптований сценарій — Жан Оранш, Бертран Таверньє
  - за найкращу музику до фільму — Філіпп Сард